# Pacha
Pacha és un grup de discoteques, fundat a Sitges l'any 1966. Ricardo Urgell, del conegut bar Titos del carrer del Pecat sitgetà, va fundar el primer Pacha a Sitges, l'any 1966. Des d'aquell moment, Pacha s'ha consolidat com un grup empresarial obrint molts altres locals arreu del món.
La discoteca Pacha més famosa es troba a l'illa d'Eivissa, inaugurada el 1973, amb una capacitat per a 3.000 persones i amb 3 sales principals. El club va aparèixer en el reportatge d'It's All Gone Pete Tong. Les seves festes mes famoses són: Ministry of Sound, Pure Pacha i Flower Power. Aquesta discoteca també compta amb un hotel davant on els visitants poden gaudir del luxe i la relaxació.
El 2017 el Grup Pacha fou adquirit pel fons d'inversió estatunidenc Trilantic Capital Partners, que va comprar un 87% de les accions a la família Urgell. El juliol de 2023, Trilantic va pactar amb el fons de capital de Dubai «Five Holdings» la venda de tot el conglomerat, excepte els restaurants-cabaret Lío, per uns 300 milions d'euros.